# 71-й отдельный танковый батальон
71-й отдельный танковый батальон, воинское подразделение Вооружённых сил СССР в Великой Отечественной войне.
Сформирован на Южном фронте в октябре 1941 года на базе остатков материальной части 15 стрелковой дивизии и 47-й танковой дивизии.  
В действующей армии с 06.08.1941 года по 05.07.1942 года. Принимал участие в наступлении под Харьковом в мае 1942 года, 

## Полное название
71-й отдельный танковый батальон

## Подчинение
- Южный фронт - на 01.10.1941 года.
- Юго-Западный фронт на 01.01.1942 года.
- Юго-Западный фронт, 9-я армия на 01.07.1942 года.

## Внешние ссылки
- Справочник
- Справочник на сайте клуба "Память" Воронежского госуниверситета
- О действиях 2 мк. в начальный период войны